# Nymphopsis melidae
Nymphopsis melidae is een zeespin uit de familie Ammotheidae. De soort behoort tot het geslacht Nymphopsis. Nymphopsis melidae werd in 1947 voor het eerst wetenschappelijk beschreven door Sawaya. 